# Шатров Михайло Пилипович
Михайло Пилипович Шатров (рос. Михаил Филиппович Шатров, справжнє прізвище Маршак; 3 квітня 1932, Москва, СРСР — 23 травня 2010, Москва, Росія) — радянський і російський драматург.

## Біографічні відомості
Михайло Шатров народився в сім'ї інженера Пилипа Семеновича Маршака та Цецилії Олександрівни Маршак. Племінник С. Я. Маршака та дружини О. І. Рикова.
Перу Михайла Шатрова належать п'єси «Сині коні на червоній траві» («Революційний етюд»), «Диктатура совісті», «Шосте липня», «Брестський мир», «Більшовики», «Погода на завтра», «Гліб Космачов», «Дощ лив як з відра», «Іменем революції», «Так переможемо». Шатров вважався одним з найвідоміших драматургів пізньої радянської епохи. Творець на російській сцені жанру документальної драми і послідовник ідеї «соціалізму з людським обличчям», він є автором циклу п'єс про революцію і її вождів, який фактично став провісником горбачовської перебудови. Резонанс від його драматургічних творів був настільки значний, що на одну з таких п'єс у МХАТі, «Так переможемо», з'явився повний склад Політбюро ЦК КПРС на чолі з Генсеком Леонідом Брежнєвим.
Шатров також відомий участю у створенні сценарію до фільму «Тегеран-43». Крім того, він написав сценарії до фільмів «Ім'ям революції», «Більшовики», «Шосте липня», «Два рядки дрібним шрифтом».
Спектаклі Шатрова ставилися в театрах «Современник», «Ленком», театрі Єрмолової та інших. У 1983 році драматург став лауреатом Державної премії СРСР за п'єсу «Так переможемо!».
У 1990 став одним зі співголів організації «Апрель». Входив до громадської ради Російської об'єднаної соціал-демократичної партії.
Колишня дружина — актриса Мірошниченко Ірина Петрівна.
Похований на Троєкурівському цвинтарі.

## Виноски
1. 1 2  Encyclopædia Britannica
2. 1 2  Енциклопедія Брокгауз
3. ↑  Русская литература XX века. Прозаики, поэты, драматурги / под ред. Н. Н. Скатов — 2005. — С. 688–689. — ISBN 5-94848-307-X
4. ↑  Deutsche Nationalbibliothek Record #107847256 // Gemeinsame Normdatei — 2012—2016.
5. ↑  Михаил Шатров[недоступне посилання з серпня 2019] у словнику «Кто есть кто в современной культуре».